# Tingotingo tokorera
Tingotingo tokorera – gatunek pająka z rodziny Malkaridae i podrodziny Tingotinginae. Występuje endemicznie na Nowej Zelandii.

## Taksonomia
Gatunek ten opisany został po raz pierwszy w 2020 roku przez Gustava Hormigę i Nikolaja Scharffa na łamach Invertebrate Systematics w ramach rewizji taksonomicznej nowozelandzkich Malkaridae. Wyznaczono go gatunkiem typowym rodzaju. Jako miejsce typowe wskazano Taratę w Taranaki. Epitet gatunkowy oznacza w języku maoryskim „rozwidlony” i odnosi się do rozdwojonego pracymbium tych pająków.

## Morfologia
Samice osiągają od 2,74 do 3,54 mm, a samce od 2,44 do 2,73 mm długości ciała. Prosoma jest ciemnobrązowa, w widoku bocznym prostokątna, pozbawiona podziału na część głowową i tułowiową. U samic prosoma ma od 1,23 do 1,45 mm długości i od 0,95 do 1,08 mm szerokości, zaś u samców od 1,14 do 1,21 mm długości i od 0,91 do 0,96 mm szerokości. Jamka karapaksu wykształcona jest w postaci słabej, podłużnej linii zajmującej niespełna 0,2 jego długości. Wszystkie oczy oddalone są od siebie na odległości mniejsze niż ich średnice. Oczy środkowych par rozstawione są na planie czworokąta o przedniej krawędzi tak szerokiej jak tylna. Wysokość nadustka jest od 3,3 do 3,4 raza większa od średnicy oczu pary przednio-środkowej. Szczękoczułki mają dwa zęby na krawędzi przedniej, dwa zęby na krawędzi tylnej i niewielką nabrzmiałość w części nasadowej od strony przedniej. Sternum jest tarczowate. Odnóża pierwszej pary mają uda o długości wynoszącej 0,88–0,91 długości karapaksu. Opistosoma (odwłok) ma ciemnobrązowe, silnie zesklerotyzowane skutum i ciemnobrązowe dyski ze szczecinkami.
Nogogłaszczki samca mają dłuższe niż szerokie, pozbawione wyrostków i apofiz, stępione na szczycie cymbium, na szczycie podzielone na dwie gałęzie, z których tylna jest krótsza i szpatułkowata paracymbium, powiększony u nasady i nitkowaty dalej embolus oraz zakrywający prawie całą długość embolusa wyrostek sierpowaty konduktora. Samica ma słabo wyodrębnione epigynum, wspólnie zakapsułkowane przewody kopulacyjne i dłuższe niż szerokie spermateki.

## Ekologia i występowanie
Pająk ten zasiedla lasy liściaste i mieszane. Prowadzi skryty tryb życia. Bytuje w ściółce, wśród mchów i w butwiejącym drewnie. 
Gatunek ten występuje endemicznie na Wyspie Północnej Nowej Zelandii. Znany jest północnej, zachodniej i wschodniej części wyspy.